# Olib
Olib je otok u Jadranskom moru, na hrvatskom dijelu Jadrana.

## Smještaj
Otok Olib se nalazi na graničnom području Dalmacije i Kvarnera. Pripada sjevernodalmatinskoj skupini otoka, točnije zadarskoj skupini. Lokalno se ponekad određuje kao dio tzv. Silbanske skupine otoka koju čine Silba kao najnapućeniji, Olib kao najveći, Premuda te više manjih nenastanjenih otočića.
Nalazi se između otoka Paga na istoku, od kojeg ga dijeli Pohlipski kanal, i Silbe na zapadu, od koje ga dijeli Olipski kanal. Bliži od Paga su mu otoci Maun i Škrda. Sjeverno je Kvarnerić, a južno Virsko more te otoci Ist i Molat. Vir, na jugoistoku, je udaljeniji.
Od manjih otočića, blizu Oliba su Kurjak, Sip i Morovnik na sjeverozapadu, Planik, Planičić i Pohlib, te hrid Fučin u Pohlipskom kanalu tj. na istoku.
Na njemačkom se jeziku Olib naziva Lüb, talijanskome Ulbo.

## Zemljopis
Olib je površinom od 26,14 km2 osamnaesti po veličini hrvatski otok. Obale duge 33,34 km ukazuju da je Olib razveden otok.
Izdužen je u smjeru sjever-jug čime malo odstupa od dinarskog pravca pružanja sjeverozapad-jugoistok. Dug je 9,5 km, a najveća širina je 5,8 km. U središnjem dijelu je sužen, 1,4 km, i tu se smjestilo jedino naselje na otoku, Olib.
Rt Garmina je najsjevernija točka, rt Tale najzapadnija, rt Ploče najjužnija,a rt Kvoško najistočnija. Još se ističu rt Šip na sjeverozapadu u nastavku kojeg je i otočić Šip i rt Arat na sjeveroistoku.
Obale su pretežno pjeskovite i plitke. Brojne su hridi i plićine: plićine Žubinin i Grišni muli na jugu, hrid Fučin na sjeveroistoku, hrid Kurjak na zapadu.
Otok je zaravnjen i vrlo nizak s najvišim vrhom Kalac sa samo 74 mnm.
Olib je građen većinom od gornjokrednih i dijelom od eocenskih vapnenaca. Vapnenačka građa rezultirala je pojavom brojnih krških oblika (ponikve, klanci, jame, kamenjari...). Najveća ponikva je Cukrov dolac koja je omeđena masivnim suhozidima i s brojnim stubištima poput amfiteatra.
Mjestimice se javljaju i dolomitni sastojci. Središnjim dijelom otoka proteže se tektonski rasjed.
Nema velikih obradivih površina, ali je u vrijeme najintenzivnije poljoprivredne obrađenosti kultivirana bila čak 1/3 otočne površine. Prevladava crvenica.
Klima je tipična sredozemna s blagim i kišnim zimskim periodom godine te toplim i sušnim ljetima.
Takva klima pogodovala je razvoju mediteranske biljne zajednice i uzgoju mediteranskih poljoprivrednih kultura. Međutim, sušna ljeta, uz nepostojanje sustava navodnjavanja, ograničavajući su čimbenik intenzivnog razvitka poljoprivrede.
Zbog vapnenačke građe, na otoku nema većih površinskih voda, ali su brojne lokve, izvori i zdenci. Lokve služe prvenstveno za natapanje obrađenih površina i napajanje stoke. Nekada ih je bilo oko 50, ali je padom poljoprivredne aktivnosti na otoku, njihov broj bitno smanjen. Na sjeveru otoka teče povremeni potočić Vodotok.

## Plovidba
Otok Olib najčešće posjećuju nautičari pretežno zbog njegovih uvala i pješćanih plaža. Najznačajnije uvale na Olibu su:
- luka (porat) Olib - sigurna od sjeveroistočnog (bura), istočnog i vjetrova južnih smjerova. Jedina opasnost prijeti od nevera i zapadnih vjetrova. U luci je lukobran s vezovima s vanjske i unutarnje strane lukobrana (dubina 2–4 m) s murinzima. Tamo gdje je veća dubina i sigurniji vez, na glavi i unutarnji dio uz glavu lukobrana, koriste putnički brodovi. S obje strane lukobrana su bove za privez kao i jugozapadno od luke. Ispred luke je dopušteno sidrenje, a pješčano dno dobro drži.
- uvala Banve - u uvali su ostaci naselja iz rimskog doba, trobrodne crkve Sv.Pavla i samostana pustinjaka koji je napušten krajem 12. st.
- uvala Slatinica - najljepša pješčana plaža na otoku, otvorena na istočne vjetrove, plitka pa se mora sidriti daleko od obale. Nije pogodna za dulji boravak.
- uvala Sveti Nikola - pod crkvicom Sv. Nikole zaklonjena od svih osim južnih vjetrova koji stvaraju velike valove. Pogodna je za sidrenje, a moguć je i privez na kopno gdje ima nekoliko zidanih bitvi.

## Povijest
Već u prvim godinama nove ere povjesničar antičke Grčke Strabon spominje današnji Olib odnosno naselje Aloip. Prvobitno naselje Aloip se nalazilo na uzvisini Gradina. I položaj i naziv lokaliteta Gradina upućuju da je to naselje postojalo još u doba Ilira tj. Liburna, pretpovijesne kulture željeznog doba. Osim toga, na naseljenost otoka Liburnima upućuju i drugi toponimi (Gradina Petrova, Zagradina), grobni humci (Garkova gomila) te niz tumulusa na lokalitetu Sambore i Pasje gomile. Očito su Liburni odabrali za stvaranje naselja najuži dio otoka na kojem je i danas naselje Olib. Glavni razlog tome bio je blizina obje strane otoka, luke Olib na zapadnoj te luke Samotvorac na istočnoj strani otoka.
U vrijeme rimske vladavine nastaje novo naselje Aloip na poluotočiću Arat na jugu otoka koji zatvara uvalu Svetog Nikole. Tu je pronađeno puno liburnske i romanske keramike, a kasnije to naselje spominje i Konstantin VII. Porfirogenet. U obližnjoj uvali Banjve pronađeni su ostaci rimskog veleposjeda iz 1. st. po. Kr., groblje iz 4. st. te ostaci nekakve obrambene građevine vjerojatno iz doba nakon pax romana-e.
I na sjeverozapadnoj strani otoka, na lokalitetu Mirine su pronađeni ostaci građevina te novac iz 6. st. Moguće je da se radi o villi rustici.
Nije isključeno da je istovremeno na otoku u to antičko doba bilo više naseobina pa čak i da su istovremeno postojali stari i novi Aloip.
Hrvati naseljavaju otok postupno, od sredine 7. do kraja 8. st. na što upućuju brojni toponimi romanskog porijekla, ali i hrvatsko nazivlje za neke zatečene objekte. U vrijeme nesigurnog srednjeg vijeka život se zadržao samo uz Gradinu, osim nekoliko vjerskih objekata izvan tog središnjeg dijela otoka. To su bili starokršćanski samostan sv. Ante Opata u uvali Banjve koji se zadržao sve do početka 19. st., crkvica i groblje Svetog Nikole u istoimenoj uvali te crkvica Svetog Ivana u sjevernom dijelu otoka.
Kroz stoljeća su na središnjem dijelu otoka, oko Gradine, nastali odvojeni zaseoci. U vrijeme mletačke uprave, od 1409. g. do 17. st. otok je više puta bio iznajmljivan zadarskom plemstvu. Natpis kraj tadašnje župne crkve Svete Stošije ukazuje da su 1476. g. na otok doselili izbjeglice pred Turcima iz Vrlike pod vodstvom Jure Cetinjana. U 16. st. izgrađen je Kaštel, kula za obranu otoka od gusara i pirata. Početkom 17. st Mletačka Republika prodala je otok zadarskoj plemićkoj obitelji Lantana koja ga je kasnije preprodala, a Olibljani su se oslobodili kmetstva otkupivši otok od vlasnika Filipija 1900. g.
U olipskom župnom uredu vode se matične knjige već od 1565. g. i to ih čini najstarijim matičnim knjigama u čitavoj Hrvatskoj. Do početka francuske uprave u Dalmaciji 1806. g. one su pisane glagoljicom, a nakon toga latinicom. Čuvaju se u Državnom arhivu u Zadru.
U 20. st. Olib je kao dio istočnojadranske obale bio željom talijanskih iredentista za širenjem Kraljevine Italije. Iako je, za razliku od matičnog Zadra, između dva svjetska rata ostao dijelom Hrvatske tj. Kraljevine SHS, bio je na rubu države i potpuno zapostavljen. Zbog toga se proces iseljavanja Olibljana, koji je započeo već prije Prvog svjetskog rata nastavio te je trajao još i nakon Drugog svjetskog rata. Depopulacija odnosno masovno iseljavanje i deagrarizacija najznačajniji su događaji koji su u 20. st. nepovratno pogodili otok. Unatoč razvoju turizma, zbog nepovoljne dobne strukture stanovništva Oliba, izumiranje naselja je neizbježno.

## Stanovništvo
U Olibu je prema popisu stanovnika iz 2001. g. živjelo 147 stanovnika.
Današnjih 147 stanovnika predstavlja samo 9,8 % nekadašnjeg broja stanovnika.
Mjesto Olib zahvaćeno je neprekidnom depopulacijom već više od sto godina, a u nekim periodima, npr. 1950-ih i 1970-ih godina, ta je depopulacija izrazita.
Do depopulacije je na Olibu došlo zbog dugotrajnog iseljavanja stanovništva i to u prvom redu mladog stanovništva. Time je na otoku gotovo nestalo stanovništva iz „reproduktivne dobne skupine“ zbog čega se depopulacija nastavila i nakon što je smanjen ili zaustavljen proces iseljavanja.
Tijekom druge polovine 19. st. broj stanovnika postupno je rastao, s 1195 stanovnika 1857. g. na 1495 stanovnika 1900. g. Te godine postignut je ujedno i najveći broj stanovika. Crkveni podaci su bitno drukčiji i prema njima je Olib imao najviše žitelja 1913. g. – čak 2030. U svakom slučaju početkom 20. st. počinje dugi period masovnog iseljavanja Olibljana u prvom redu u prekomorske zemlje, najviše u SAD i Argentinu.  Tako je 1931. g. popisano 1128 stanovnika, 1953. g. 805 stanovnika.
Iseljavanje se nastavilo i nakon Drugog svjetskog rata, ali ne samo u prekomorske zemlje nego i u zapadnu Europu te u neke gradove, prvenstveno Zadar. Međutim, upravo u tom periodu dolazi do najvećeg pada broja stanovnika, ali ne toliko zbog tadašnjeg iseljavanja koliko zbog činjenice da je masovno iseljavanje iz prethodnih desetljeća dovelo do toga da je mortalitet postao veći od nataliteta. Tako se poklopilo razdoblje iseljavanja i negativnog prirodnog priraštaja, a što je rezultiralo naglim padom sveukupnog broja stanovnika. Na taj drugi razlog ukazuje i činjenica da je 1950-ih smatrano da u svijetu živi oko 6000 Olibljana, ali od čega 2000 onih koji su rođeni na Olibu, a čak 4000 njihovih potomaka. Od 1953. g. do 1961. g. broj stanovnika pao je s 805 na 585. Novi veliki pad bio je između popisa 1971. g. (569 stanovnika) i 1981. g (226 stanovnika).
Iako je podatak o 714 žitelja iz 1991. g. službeni, on nije točan jer se u stanovništvo pribrojilo i Olibljane koji su živjeli u inozemstvu. Te je godine na Olibu živjelo 168 stanovnika.
Posljednjih dvadesetak godina iseljavanje se uglavnom zaustavilo, ali ne i potpuno jer s otoka odlazi upravo mladi dio stanovništva koji je jedini sposoban za prirodno povećanje i obnovu žiteljstva. Štoviše, u posljednjih se desetak godina na otok doselilo i 40 osoba, od čega 12 iz Bosne i Hercegovine (izbjeglice i prognanici) te 8 iz Zadra (zapravo umirovljenici podrijetlom s Oliba), ali i nekoliko iz kontinentalne Hrvatske. Međutim, dobna struktura preostalih 147 stanovnika je takva da je nemoguć preokret prirodnog kretanja broja stanovnika i bez doseljavanja mlađeg stanovništva Olib će u budućnosti kao naselje izumrijeti.

## Gospodarstvo
U Prostornom planu Zadarske županije iz 2001. g. Olib se smatra područjem s izrazitim nazadovanjem u razvitku. Do toga su doveli snažna deagrarizacija i depopulacija.
Olibljani su oduvijek bili težaci što znači da su se bavili prvenstveno maslinarstvom, vinogradarstvom, ratarstvom i stočarstvom. Za razliku od njih stanovnici susjednih Silbe i Premude više su bili orijentirani na more odnosno pomorstvo i ribarstvo. Razlog tome je vjerojatno u činjenici što je Olib bitno veći od spomenutih otoka i ima znatno više obradivih površina. Nekada je važna djelatnost bila i izvoz drvne mase, hrasta crnike, naročito u talijanske gradove na obali Jadrana. 
Posljednjih desetljeća je važnost maslinarstva i vinogradarstva pala te su obradive površine uglavnom zapuštene. Nekad važno stočarstvo i proizvodnja sireva su gotovo potpuno nestali. Najviše je do toga dovelo izrazito iseljavanje mladog stanovništva.
Istovremeno sa slabljenjem djelatnosti primarnog sektora raste važnost djelatnosti tercijarnog sektora, prvenstveno turizma. Međutim, turizam je na Olibu prisutan samo u vidu smještajnih kapaciteta; nema hotela, kampova i razvijenije turističke ponude. Ipak i taj manji broj apartmana predstavlja važan izvor zarade velikom broju lokalnog stanovništva.
Zbog toga se Olib bitno razlikuje ljeti od većine jadranskih otoka, umjesto velikog broja posjetitelja i masovnog turizma, Olib i ljeti djeluje mirno,a većinu posjetitelja čine iseljenici s Oliba.

## Povezanost
Otok je povezan s kopnom (Zadar) svakodnevnim trajektnim ili katamaranskim linijama.
Osim sa Zadrom povezan je i s Malim Lošinjom te okolnim otocima (Silba,Premuda.). Neko vrijeme je postojala katamaranska linija koja ga je povezivala i s Rijekom, Rabom, Pagom, ali je ona ukinuta. Na otok je dozvoljen dolazak automobilom, no pošto na otoku nema asfaltiranih prometnica, vožnja otokom nije dozvoljena. Moguće je jedino parkirati vozilo na otoku.

## Znamenitosti
- Prirodna zanimljivost na Olibu je ponikva Cukrov dolac na južnom dijelu otoka, ograđena masovnim suhozidima i brojnim stubištima djeluje poput amfiteatra
- Odlično sačuvana kula Kaštel kraj luke Olib izgrađena u 16. st.
- Ostaci starokršćanskog samostana svetog Antuna Opata u uvali Banjve na jugu otoka
- Ostaci crkve svetog Ivana na sjeveru Oliba
- Stara župna crkva svete Stošije s mjesnim grobljem izgrađena 1632. g., obnovljena 1868. g. U župnom dvoru se čuva zbirka starina s glagoljaškim kodeksima i etnografskim naslijeđem
- Nova župna crkva Uznesenja Blažene Djevice Marije izgrađena 1899. g.
- Crkva svetog Roka izgrađena 1881. g. istočno od naselja Olib na putu prema lučici Smatvorac.
- Crkva svetog Nikole izgrađena 1888. g. pokraj lučice u istoimenoj uvali na jugozapadnom dijelu otoka.

## Poznate osobe
- Dr. Vinko (Vincent) Pulišić (1853. – 1936.), šibenski biskup (1904. – 1910.), zadarski nadbiskup (1910. – 1922.)
- Msgr. Milivoj Bolobanić (1937.-), svećenik, egzorcist

## U popularnoj kulturi
Popularni pjevač zabavne glazbe Darko Domijan 1982. g. izdaje hit "Na Olibu koliba".

## Vanjske poveznice
- Stranica Turističke zajednice Grada Zadra o Olibu  Arhivirana inačica izvorne stranice od 8. rujna 2011. (Wayback Machine)